# Escudo de Adigueya

Escudo de armas de Adigueya.

El Escudo de armas de Adigueya es un símbolo Estatal de la República de Adigueya. Fue adoptado el 24 de mayo de 1994. Está registrado con el Nº163 en el Registro Heráldico de la Federación Rusa.